# Ockenheim
Ockenheim est une municipalité de la Verbandsgemeinde Gau-Algesheim, dans l'arrondissement de Mayence-Bingen, en Rhénanie-Palatinat, dans l'ouest de l'Allemagne.

## Histoire

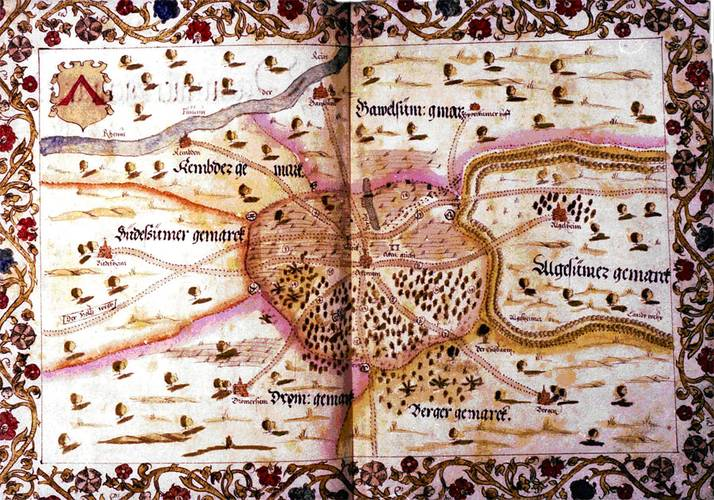
Carte d'Ockenheim datant de 1577

## Jumelage
- Povegliano Veronese, province de Vérone, Vénétie, Italie